# Computer-aided engineering

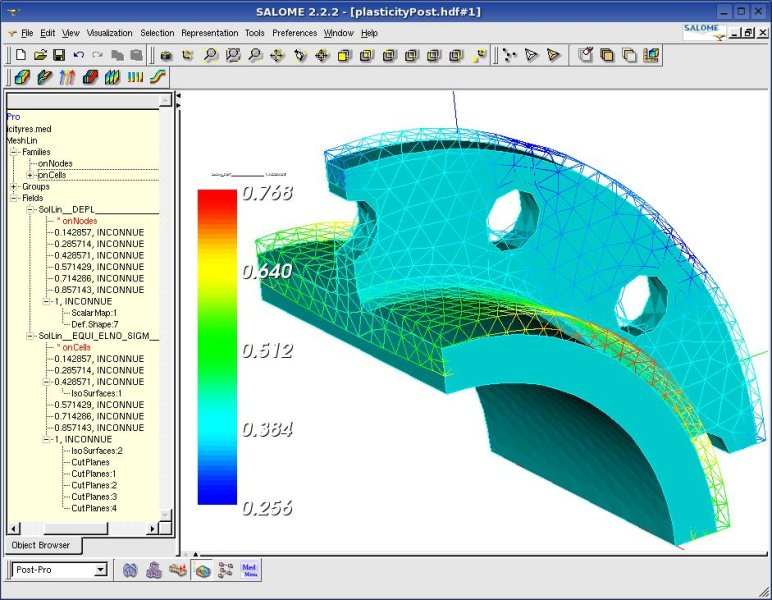
Schermata di un software CAE per la simulazione numerica.

In informatica e ingegneria, con la locuzione Computer-aided engineering (in acronimo CAE, lett. "ingegneria assistita dal computer" in italiano) si indica una classe di metodi di lavoro e sistemi software associati che agevolano la risoluzione di problemi ingegneristici utilizzando tecniche di calcolo numerico automatizzato.

## Usi tipici
Tutti i problemi dell'ingegneria descrivibili da equazioni sono suscettibili di essere risolti con l'ausilio di programmi CAE.
Tuttavia, le categorie di problemi più frequentemente risolti tramite software CAE sono i seguenti:
- Simulazioni analogiche e simulazioni digitali di circuiti elettronici.
- Calcolo di campi elettromagnetici (sia quelli desiderati, nel caso di progettazione di antenne, che quelli indesiderabili, nel caso di studio dell'interferenza elettromagnetica).
- Calcolo statico o dinamico di strutture (in ingegneria civile o meccanica).

## Utilizzo di un programma di CAE
In generale, l'utilizzo di un programma CAE si compone di tre fasi:
- Inserimento nel computer di un modello matematico del sistema fisico da studiare (anche detto pre-processing o data-entry);
- Calcolo numerico sul modello (solving);
- Visualizzazione ed analisi dei risultati (post-processing o visualization).

### Il CAE dei primordi
I primi sistemi di CAE erano condivisi da numerosi ingegneri, e non utilizzavano terminali grafici.
Pertanto il loro utilizzo procedeva nel seguente modo:
- L'ingegnere inseriva i dati numerici che descrivevano il modello in un pacco di schede perforate, oppure, utilizzando un minicomputer, li registrava su un nastro magnetico.
- L'ingegnere consegnava a un operatore del centro di calcolo il pacco di schede o il nastro magnetico contenenti i dati, ed eventualmente anche quelli contenenti il programma di elaborazione.
- L'operatore inseriva i dati nel computer e lanciava il programma.
- Il programma leggeva i dati, eseguiva il calcolo e stampava i risultati su carta in forma alfanumerica, o, in alcuni casi, usando un plotter, in forma grafica.
- L'operatore raccoglieva la carta stampata.
- Infine, l'operatore consegnava all'ingegnere i risultati stampati.

### Il CAE oggi
Oggi tutti i sistemi CAE hanno un'interfaccia utente grafica (GUI) basata su personal computer o su workstation grafica.
Per alcuni tipi di elaborazioni particolarmente onerose, è ancora necessario utilizzare un computer condiviso di grande potenza (supercomputer), ma tale accesso avviene via rete, senza la necessità dell'intervento di un operatore.
Pertanto, l'unico utente di un sistema CAE è l'ingegnere, che opera nel seguente modo:
- Lancia l'applicazione all'interno dell'ambiente grafico del proprio computer.
- Crea un nuovo modello oppure carica un modello precedente (aprendo un file esistente).
- Modifica il modello cambiandone la forma o i parametri fisici.
- Con un apposito comando, lancia l'elaborazione del modello. A seconda del tipo di elaborazione e della complessità del modello, tale elaborazione può richiedere da una frazione di secondo ad alcune ore.
- Visualizza sullo schermo i risultati, sotto forma di tabelle numeriche, di diagrammi grafici, o entrambi.
- Se non è soddisfatto dei risultati, modifica il modello e rilancia il calcolo.
- Quando è soddisfatto dei risultati, salva il modello in un file e stampa tabelle e grafici.

## Il CAD/CAE
La fase di inserimento del modello matematico, trattandosi spesso di un modello avente una geometria complessa, viene effettuata con tecniche simili a quelle dei sistemi CAD.
Alcuni programmi forniscono sia complete funzionalità di CAD che funzioni di calcolo numerico.
Tali programmi sono detti di CAD/CAE.
Per esempio, un singolo programma di CAD/CAE può:
- Permettere di disegnare un modello tridimensionale di un ponte stradale.
- Presentare un'immagine realistica del ponte, in modo da valutarne l'impatto visivo.
- Permettere di specificare i parametri fisici sui materiali che si intende usare per la costruzione.
- Eseguire un calcolo di stabilità strutturale del ponte.
- Stampare i disegni esecutivi che verranno usati in cantiere.